# USS LST-1044
O USS LST-1044 foi um navio de guerra norte-americano da classe LST que operou durante a Segunda Guerra Mundial.